# Hopman Cup 2013
La Hopman Cup 2013, ufficialmente Hyundai Hopman Cup per motivi di sponsor, è stata la 25ª edizione della Hopman Cup, torneo di tennis riservato a squadre miste. Vi hanno partecipato 8 squadre di tutti i continenti e si è disputata al Perth Arena di Perth in Australia, dal 29 dicembre 2012 al 5 gennaio 2013. 
La Repubblica Ceca era la detentrice del titolo ma non ha partecipato a questa edizione, nella finale la Spagna ha sconfitto la Serbia per 2-1.

## Squadre e teste di serie
1. Serbia – Ana Ivanović / Novak Đoković (finale)
2. Stati Uniti – Venus Williams / John Isner /Thanasi Kokkinakis (round robin)
3. Italia – Francesca Schiavone / Andreas Seppi (round robin)
4. Spagna – Anabel Medina Garrigues / Fernando Verdasco (campioni)

1. Germania – Andrea Petković / Tatjana Maria / Tommy Haas (round robin)
2. Sudafrica – Chanelle Scheepers / Kevin Anderson (round robin)
3. Francia – Mathilde Johansson / Jo-Wilfried Tsonga (round robin)
4. Australia – Ashleigh Barty / Bernard Tomić (round robin)

## Gruppo A

### Classifica
| Posizione | Nazione   | V | S | Incontri | Set  |
| --------- | --------- | - | - | -------- | ---- |
| 1         | Serbia    | 3 | 0 | 7–2      | 14–5 |
| 2         | Australia | 2 | 1 | 6–3      | 14–8 |
| 3         | Italia    | 1 | 2 | 4–5      | 8–12 |
| 4         | Germania  | 0 | 3 | 1–8      | 5–16 |

#### Germania vs. Australia
| Germania 0 | Perth Arena, Perth 29 dicembre 2012, 17:45 Cemento indoor | Perth Arena, Perth 29 dicembre 2012, 17:45 Cemento indoor   | Australia 3 |     |     |        |
| \| \| \| \| 1 \| 2 \| 3 \| \| \| - \| \| ----------------------------------------------------------- \| --- \| --- \| --- \| ------ \| \| 1 \| \| Andrea Petković Ashleigh Barty \| 6 4 \| \| \| ritiro \| \| 2 \| \| Tommy Haas Bernard Tomić \| 6 7 \| 6 3 \| 5 7 \| \| \| 3 \| \| Andrea Petković / Tommy Haas Ashleigh Barty / Bernard Tomić \| \| \| \| w/o \| |                                                           |                                                             |             |     |     |        |
| |                                                           |                                                             | 1           | 2   | 3   |        |
| 1 | Germania (bandiera) · Australia (bandiera)                | Andrea Petković Ashleigh Barty                              | 6 4         |     |     | ritiro |
| 2 | Germania (bandiera) · Australia (bandiera)                | Tommy Haas Bernard Tomić                                    | 6 7         | 6 3 | 5 7 |        |
| 3 | Germania (bandiera) · Australia (bandiera)                | Andrea Petković / Tommy Haas Ashleigh Barty / Bernard Tomić |             |     |     | w/o    |

#### Serbia vs. Italia
| Serbia 2 | Perth Arena, Perth 31 dicembre 2012, 10:00 Cemento indoor | Perth Arena, Perth 31 dicembre 2012, 10:00 Cemento indoor        | Italia 1 |     |   |  |
| \| \| \| \| 1 \| 2 \| 3 \| \| \| - \| \| ---------------------------------------------------------------- \| ---- \| --- \| - \| \| \| 1 \| \| Ana Ivanović Francesca Schiavone \| 6 0 \| 6 4 \| \| \| \| 2 \| \| Novak Đoković Andreas Seppi \| 6 3 \| 6 4 \| \| \| \| 3 \| \| Ana Ivanović / Novak Đoković Francesca Schiavone / Andreas Seppi \| 64 7 \| 4 6 \| \| \| |                                                           |                                                                  |          |     |   |  |
| |                                                           |                                                                  | 1        | 2   | 3 |  |
| 1 | Serbia (bandiera) · Italia (bandiera)                     | Ana Ivanović Francesca Schiavone                                 | 6 0      | 6 4 |   |  |
| 2 | Serbia (bandiera) · Italia (bandiera)                     | Novak Đoković Andreas Seppi                                      | 6 3      | 6 4 |   |  |
| 3 | Serbia (bandiera) · Italia (bandiera)                     | Ana Ivanović / Novak Đoković Francesca Schiavone / Andreas Seppi | 64 7     | 4 6 |   |  |

#### Italia vs. Germania
| Italia 2 | Perth Arena, Perth 2 gennaio 2013, 10:00 Cemento indoor | Perth Arena, Perth 2 gennaio 2013, 10:00 Cemento indoor        | Germania 1 |      |     |  |
| \| \| \| \| 1 \| 2 \| 3 \| \| \| - \| \| -------------------------------------------------------------- \| ---- \| ---- \| --- \| \| \| 1 \| \| Francesca Schiavone Tatjana Maria \| 3 6 \| 6 3 \| 6 3 \| \| \| 2 \| \| Andreas Seppi Tommy Haas \| 63 7 \| 67 7 \| \| \| \| 3 \| \| Francesca Schiavone / Andreas Seppi Tatjana Maria / Tommy Haas \| 6 4 \| 7 5 \| \| \| |                                                         |                                                                |            |      |     |  |
| |                                                         |                                                                | 1          | 2    | 3   |  |
| 1 | Italia (bandiera) · Germania (bandiera)                 | Francesca Schiavone Tatjana Maria                              | 3 6        | 6 3  | 6 3 |  |
| 2 | Italia (bandiera) · Germania (bandiera)                 | Andreas Seppi Tommy Haas                                       | 63 7       | 67 7 |     |  |
| 3 | Italia (bandiera) · Germania (bandiera)                 | Francesca Schiavone / Andreas Seppi Tatjana Maria / Tommy Haas | 6 4        | 7 5  |     |  |

#### Serbia vs. Australia
| Serbia 2 | Perth Arena, Perth 2 gennaio 2013, 17:45 Cemento indoor | Perth Arena, Perth 2 gennaio 2013, 17:45 Cemento indoor     | Australia 1 |      |      |  |
| \| \| \| \| 1 \| 2 \| 3 \| \| \| - \| \| ----------------------------------------------------------- \| --- \| ---- \| ---- \| \| \| 1 \| \| Ana Ivanović Ashleigh Barty \| 6 2 \| 6 3 \| \| \| \| 2 \| \| Novak Đoković Bernard Tomić \| 4 6 \| 4 6 \| \| \| \| 3 \| \| Ana Ivanović / Novak Đoković Ashleigh Barty / Bernard Tomić \| 6 4 \| 68 7 \| 10 6 \| \| |                                                         |                                                             |             |      |      |  |
| |                                                         |                                                             | 1           | 2    | 3    |  |
| 1 | Serbia (bandiera) · Australia (bandiera)                | Ana Ivanović Ashleigh Barty                                 | 6 2         | 6 3  |      |  |
| 2 | Serbia (bandiera) · Australia (bandiera)                | Novak Đoković Bernard Tomić                                 | 4 6         | 4 6  |      |  |
| 3 | Serbia (bandiera) · Australia (bandiera)                | Ana Ivanović / Novak Đoković Ashleigh Barty / Bernard Tomić | 6 4         | 68 7 | 10 6 |  |

#### Italia vs. Australia
| Italia 1 | Perth Arena, Perth 3 gennaio 2013, 17:45 Cemento indoor | Perth Arena, Perth 3 gennaio 2013, 17:45 Cemento indoor            | Australia 2 |     |      |  |
| \| \| \| \| 1 \| 2 \| 3 \| \| \| - \| \| ------------------------------------------------------------------ \| --- \| --- \| ---- \| \| \| 1 \| \| Francesca Schiavone Ashleigh Barty \| 0 6 \| 3 6 \| \| \| \| 2 \| \| Andreas Seppi Bernard Tomić \| 3 6 \| 5 7 \| \| \| \| 3 \| \| Francesca Schiavone / Andreas Seppi Ashleigh Barty / Bernard Tomić \| 2 6 \| 6 4 \| 10 3 \| \| |                                                         |                                                                    |             |     |      |  |
| |                                                         |                                                                    | 1           | 2   | 3    |  |
| 1 | Italia (bandiera) · Australia (bandiera)                | Francesca Schiavone Ashleigh Barty                                 | 0 6         | 3 6 |      |  |
| 2 | Italia (bandiera) · Australia (bandiera)                | Andreas Seppi Bernard Tomić                                        | 3 6         | 5 7 |      |  |
| 3 | Italia (bandiera) · Australia (bandiera)                | Francesca Schiavone / Andreas Seppi Ashleigh Barty / Bernard Tomić | 2 6         | 6 4 | 10 3 |  |

#### Serbia vs. Germania
| Serbia 3 | Perth Arena, Perth 4 gennaio 2013, 10:00 Cemento indoor | Perth Arena, Perth 4 gennaio 2013, 10:00 Cemento indoor         | Germania 0 |     |   |  |
| \| \| \| \| 1 \| 2 \| 3 \| \| \| - \| \| --------------------------------------------------------------- \| --- \| --- \| - \| \| \| 1 \| \| Ana Ivanović Tatjana Maria \| 6 0 \| 6 1 \| \| \| \| 2 \| \| Novak Đoković Tommy Haas \| 6 2 \| 6 0 \| \| \| \| 3 \| \| Ana Ivanović / Novak Đoković Tatjana Maria / Thanasi Kokkinakis \| 6 2 \| 7 5 \| \| \| |                                                         |                                                                 |            |     |   |  |
| |                                                         |                                                                 | 1          | 2   | 3 |  |
| 1 | Serbia (bandiera) · Germania (bandiera)                 | Ana Ivanović Tatjana Maria                                      | 6 0        | 6 1 |   |  |
| 2 | Serbia (bandiera) · Germania (bandiera)                 | Novak Đoković Tommy Haas                                        | 6 2        | 6 0 |   |  |
| 3 | Serbia (bandiera) · Germania (bandiera)                 | Ana Ivanović / Novak Đoković Tatjana Maria / Thanasi Kokkinakis | 6 2        | 7 5 |   |  |

## Gruppo B

### Classifica
| Posizione | Nazione     | V | S | Incontri | Set   |
| --------- | ----------- | - | - | -------- | ----- |
| 1         | Spagna      | 3 | 0 | 7-2      | 14–5  |
| 2         | Stati Uniti | 2 | 1 | 4–5      | 8–13  |
| 3         | Sudafrica   | 1 | 2 | 4–5      | 10–11 |
| 4         | Francia     | 0 | 3 | 3–6      | 9–12  |

#### Spagna vs. Sudafrica
| Spagna 2 | Perth Arena, Perth 29 dicembre 2012, 10:00 Cemento indoor | Perth Arena, Perth 29 dicembre 2012, 10:00 Cemento indoor                       | Sudafrica 1 |      |      |  |
| \| \| \| \| 1 \| 2 \| 3 \| \| \| - \| \| ------------------------------------------------------------------------------- \| ---- \| ---- \| ---- \| \| \| 1 \| \| Anabel Medina Garrigues Chanelle Scheepers \| 6 4 \| 6 2 \| \| \| \| 2 \| \| Fernando Verdasco Kevin Anderson \| 65 7 \| 4 6 \| \| \| \| 3 \| \| Anabel Medina Garrigues / Fernando Verdasco Chanelle Scheepers / Kevin Anderson \| 6 4 \| 63 7 \| 10 8 \| \| |                                                           |                                                                                 |             |      |      |  |
| |                                                           |                                                                                 | 1           | 2    | 3    |  |
| 1 | Spagna (bandiera) · Sudafrica (bandiera)                  | Anabel Medina Garrigues Chanelle Scheepers                                      | 6 4         | 6 2  |      |  |
| 2 | Spagna (bandiera) · Sudafrica (bandiera)                  | Fernando Verdasco Kevin Anderson                                                | 65 7        | 4 6  |      |  |
| 3 | Spagna (bandiera) · Sudafrica (bandiera)                  | Anabel Medina Garrigues / Fernando Verdasco Chanelle Scheepers / Kevin Anderson | 6 4         | 63 7 | 10 8 |  |

#### Stati Uniti d'America vs. Sudafrica
| Stati Uniti 2 | Perth Arena, Perth 30 dicembre 2012, 10:00 Cemento indoor | Perth Arena, Perth 30 dicembre 2012, 10:00 Cemento indoor       | Sudafrica 1 |      |     |  |
| \| \| \| \| 1 \| 2 \| 3 \| \| \| - \| \| --------------------------------------------------------------- \| ------ \| ---- \| --- \| \| \| 1 \| \| Venus Williams Chanelle Scheepers \| 4 6 \| 6 2 \| 6 3 \| \| \| 2 \| \| John Isner Kevin Anderson \| 6(0) 7 \| 65 7 \| \| \| \| 3 \| \| Venus Williams / John Isner Chanelle Scheepers / Kevin Anderson \| 6 3 \| 6 2 \| \| \| |                                                           |                                                                 |             |      |     |  |
| |                                                           |                                                                 | 1           | 2    | 3   |  |
| 1 | Stati Uniti (bandiera) · Sudafrica (bandiera)             | Venus Williams Chanelle Scheepers                               | 4 6         | 6 2  | 6 3 |  |
| 2 | Stati Uniti (bandiera) · Sudafrica (bandiera)             | John Isner Kevin Anderson                                       | 6(0) 7      | 65 7 |     |  |
| 3 | Stati Uniti (bandiera) · Sudafrica (bandiera)             | Venus Williams / John Isner Chanelle Scheepers / Kevin Anderson | 6 3         | 6 2  |     |  |

#### Spagna vs. Francia
| Spagna 2 | Perth Arena, Perth 30 dicembre 2012, 17:45 Cemento indoor | Perth Arena, Perth 30 dicembre 2012, 17:45 Cemento indoor                           | Francia 1 |     |   |  |
| \| \| \| \| 1 \| 2 \| 3 \| \| \| - \| \| ----------------------------------------------------------------------------------- \| --- \| --- \| - \| \| \| 1 \| \| Anabel Medina Garrigues Mathilde Johansson \| 6 3 \| 6 2 \| \| \| \| 2 \| \| Fernando Verdasco Jo-Wilfried Tsonga \| 5 7 \| 3 6 \| \| \| \| 3 \| \| Anabel Medina Garrigues / Fernando Verdasco Mathilde Johansson / Jo-Wilfried Tsonga \| 6 3 \| 6 3 \| \| \| |                                                           |                                                                                     |           |     |   |  |
| |                                                           |                                                                                     | 1         | 2   | 3 |  |
| 1 | Spagna (bandiera) · Francia (bandiera)                    | Anabel Medina Garrigues Mathilde Johansson                                          | 6 3       | 6 2 |   |  |
| 2 | Spagna (bandiera) · Francia (bandiera)                    | Fernando Verdasco Jo-Wilfried Tsonga                                                | 5 7       | 3 6 |   |  |
| 3 | Spagna (bandiera) · Francia (bandiera)                    | Anabel Medina Garrigues / Fernando Verdasco Mathilde Johansson / Jo-Wilfried Tsonga | 6 3       | 6 3 |   |  |

#### Stati Uniti d'America vs. Francia
| Stati Uniti 2 | Perth Arena, Perth 1º gennaio 2013, 17:45 Cemento indoor | Perth Arena, Perth 1º gennaio 2013, 17:45 Cemento indoor            | Francia 1 |     |      |  |
| \| \| \| \| 1 \| 2 \| 3 \| \| \| - \| \| ------------------------------------------------------------------- \| ---- \| --- \| ---- \| \| \| 1 \| \| Venus Williams Mathilde Johansson \| 3 6 \| 7 5 \| 6 4 \| \| \| 2 \| \| John Isner Jo-Wilfried Tsonga \| 3 6 \| 2 6 \| \| \| \| 3 \| \| Venus Williams / John Isner Mathilde Johansson / Jo-Wilfried Tsonga \| 65 7 \| 6 2 \| 10 8 \| \| |                                                          |                                                                     |           |     |      |  |
| |                                                          |                                                                     | 1         | 2   | 3    |  |
| 1 | Stati Uniti (bandiera) · Francia (bandiera)              | Venus Williams Mathilde Johansson                                   | 3 6       | 7 5 | 6 4  |  |
| 2 | Stati Uniti (bandiera) · Francia (bandiera)              | John Isner Jo-Wilfried Tsonga                                       | 3 6       | 2 6 |      |  |
| 3 | Stati Uniti (bandiera) · Francia (bandiera)              | Venus Williams / John Isner Mathilde Johansson / Jo-Wilfried Tsonga | 65 7      | 6 2 | 10 8 |  |

#### Stati Uniti d'America vs. Spagna
| Stati Uniti 1 | Perth Arena, Perth 3 gennaio 2013, 10:00 Cemento indoor | Perth Arena, Perth 3 gennaio 2013, 10:00 Cemento indoor                         | Spagna 2 |     |   |  |
| \| \| \| \| 1 \| 2 \| 3 \| \| \| - \| \| ------------------------------------------------------------------------------- \| ---- \| --- \| - \| \| \| 1 \| \| Venus Williams Anabel Medina Garrigues \| 6 3 \| 6 4 \| \| \| \| 2 \| \| Thanasi Kokkinakis Fernando Verdasco \| 64 7 \| 3 6 \| \| \| \| 3 \| \| Venus Williams / Thanasi Kokkinakis Anabel Medina Garrigues / Fernando Verdasco \| 1 6 \| 3 6 \| \| \| |                                                         |                                                                                 |          |     |   |  |
| |                                                         |                                                                                 | 1        | 2   | 3 |  |
| 1 | Stati Uniti (bandiera) · Spagna (bandiera)              | Venus Williams Anabel Medina Garrigues                                          | 6 3      | 6 4 |   |  |
| 2 | Stati Uniti (bandiera) · Spagna (bandiera)              | Thanasi Kokkinakis Fernando Verdasco                                            | 64 7     | 3 6 |   |  |
| 3 | Stati Uniti (bandiera) · Spagna (bandiera)              | Venus Williams / Thanasi Kokkinakis Anabel Medina Garrigues / Fernando Verdasco | 1 6      | 3 6 |   |  |

#### Sudafrica vs. Francia
| Sudafrica 2 | Perth Arena, Perth 4 gennaio 2013, 10:00 Cemento indoor | Perth Arena, Perth 4 gennaio 2013, 10:00 Cemento indoor                     | Francia 1 |      |     |        |
| \| \| \| \| 1 \| 2 \| 3 \| \| \| - \| \| --------------------------------------------------------------------------- \| ---- \| ---- \| --- \| ------ \| \| 1 \| \| Chanelle Scheepers Mathilde Johansson \| 4 6 \| 6 4 \| 6 4 \| \| \| 2 \| \| Kevin Anderson Jo-Wilfried Tsonga \| 64 7 \| 63 7 \| \| \| \| 3 \| \| Chanelle Scheepers / Kevin Anderson Mathilde Johansson / Jo-Wilfried Tsonga \| 6 3 \| 1 2 \| \| ritiro \| |                                                         |                                                                             |           |      |     |        |
| |                                                         |                                                                             | 1         | 2    | 3   |        |
| 1 | Sudafrica (bandiera) · Francia (bandiera)               | Chanelle Scheepers Mathilde Johansson                                       | 4 6       | 6 4  | 6 4 |        |
| 2 | Sudafrica (bandiera) · Francia (bandiera)               | Kevin Anderson Jo-Wilfried Tsonga                                           | 64 7      | 63 7 |     |        |
| 3 | Sudafrica (bandiera) · Francia (bandiera)               | Chanelle Scheepers / Kevin Anderson Mathilde Johansson / Jo-Wilfried Tsonga | 6 3       | 1 2  |     | ritiro |

## Finale

### Serbia vs. Spagna
| Serbia 1 | Perth Arena, Perth 5 gennaio 2013, 17:45 Cemento indoor | Perth Arena, Perth 5 gennaio 2013, 17:45 Cemento indoor                  | Spagna 2 |      |     |  |
| \| \| \| \| 1 \| 2 \| 3 \| \| \| - \| \| ------------------------------------------------------------------------ \| --- \| ---- \| --- \| \| \| 1 \| \| Novak Đoković Fernando Verdasco \| 6 3 \| 7 5 \| \| \| \| 2 \| \| Ana Ivanović Anabel Medina Garrigues \| 4 6 \| 7 63 \| 2 6 \| \| \| 3 \| \| Ana Ivanović / Novak Đoković Anabel Medina Garrigues / Fernando Verdasco \| 4 6 \| 5 7 \| \| \| |                                                         |                                                                          |          |      |     |  |
| |                                                         |                                                                          | 1        | 2    | 3   |  |
| 1 | Serbia (bandiera) · Spagna (bandiera)                   | Novak Đoković Fernando Verdasco                                          | 6 3      | 7 5  |     |  |
| 2 | Serbia (bandiera) · Spagna (bandiera)                   | Ana Ivanović Anabel Medina Garrigues                                     | 4 6      | 7 63 | 2 6 |  |
| 3 | Serbia (bandiera) · Spagna (bandiera)                   | Ana Ivanović / Novak Đoković Anabel Medina Garrigues / Fernando Verdasco | 4 6      | 5 7  |     |  |

## Campioni
| Vincitori della Hopman Cup 2013 |
| ------------------------------- |
| Spagna (4º titolo)              |